# Калао чорношоломний
Калао чорношоломний (Ceratogymna atrata) — вид птахів родини птахів-носорогів (Bucerotidae).

## Поширення
Вид поширений в Західній і Центральній Африці від Ліберії до Демократичної Республіки Конго та Анголи. Мешкає у тропічних дощових лісах.

## Опис
Птах завдовжки 60-70  см. Вага 1069-1600 г у самців і 907-1182 г у самців. Оперення повністю чорне, з металевими відблисками у верхній частині тіла. Наконечник зовнішніх кермових білого. Верхівка вкрита особливо невпорядкованим щетинистим пучком, а чорний дзьоб увінчаний циліндричним виступом такого ж кольору. Шкіра чорна з обох боків голови, а гола шкіра горла кобальтово-блакитна. Самиця меншого розміру, має червонувато-коричневу голову і шию, а також чорно-коричневий дзьоб, увінчаний набагато тоншим шоломом.